# Rachicerus robinsoni
Rachicerus robinsoni är en tvåvingeart som först beskrevs av Edwards 1919.  Rachicerus robinsoni ingår i släktet Rachicerus och familjen vedflugor. Inga underarter finns listade i Catalogue of Life.